# Pseudopontia paradoxa
Pseudopontia paradoxa is een vlindersoort uit de familie van de Pieridae (witjes), onderfamilie Pseudopontiinae.
Pseudopontia paradoxa werd in 1869 beschreven door R. Felder.